# I Medici (opera)
I Medici è un'opera lirica di Ruggero Leoncavallo su libretto proprio.
Fu rappresentata per la prima volta a Milano al Teatro Dal Verme il 9 novembre 1893. Dopo un lavoro molto accurato di preparazione storica in particolare sui testi di Poliziano, Lorenzo de' Medici e Giosuè Carducci, il compositore terminò dopo tre anni di lavoro, dal 1890 al 1893, quella che doveva essere la prima opera di una trilogia musicale intitolata "Crepuscolo", assieme a Gerolamo Savonarola e Cesare Borgia; tuttavia queste due opere non furono mai scritte.
Il lavoro ebbe scarso successo, nonostante «l'abilità tecnica nell'orchestrazione e la maestria della scrittura corale». Un critico scrisse in occasione della prima rappresentazione: «In I Medici abbiamo un'opera su sfondo storico come ce ne furono tante prima e come ce ne saranno dopo [...] non abbiamo né un'epoca né un complesso di figure vive e vere; non abbiamo, in una parola, quel contrapposto umano alla trilogia mitica del Wagner a cui il Leoncavallo ha mirato».

## Interpreti della prima rappresentazione
| Personaggio                 | Interprete            |
| --------------------------- | --------------------- |
| Lorenzo de' Medici          | Ottorino Beltrami     |
| Giuliano de' Medici         | Francesco Tamagno     |
| Giambattista da Montesecco  | Giovanni Scarneo      |
| Francesco Pazzi             | Ludovico Contini      |
| Bernardo Bandini Baroncelli | Giovanni Pagliano     |
| Arcivescovo Salviati        | Gaetano Biancardi     |
| Poliziano                   | Vittorio Bellati      |
| Simonetta Cattanei          | Adelina Stehle-Garbin |
| Fioretta                    | Adele Gini Pizzorni   |
| Madre di Simonetta          | Federica Casali       |

Direttore: Rodolfo Ferrari.

## Trama
Tre sono i temi dominanti: la congiura dei Pazzi, l'intreccio amoroso tra Giuliano de' Medici, Simonetta e Fioretta, e infine l'ambiente storico che fa da sfondo.
Giuliano de' Medici è innamorato di Simonetta Cattanei, che cerca di metterlo in guardia dalla congiura in atto contro la sua famiglia. Simonetta però viene uccisa da Montesecco, sicario del Papa Sisto IV. Giuliano viene ucciso dai congiurati, ma Lorenzo de' Medici riesce a fuggire con l'aiuto del poeta Poliziano. Infine Lorenzo ottiene l'aiuto della popolazione, che si rivolta contro i cospiratori.

## Discografia
- 1993 - Renato Bruson (Lorenzo de' Medici), Giuseppe Giacomini (Giuliano de' Medici), Nikola Gjuzelev (Giambattista da Montesecco), Francesco Ellero d'Artegna (Francesco Pazzi), Pierre Lefèbvre (Bernardo Bandini), Claudio Otelli (L'arcivescovo Salviati), Roberto De Candia (Poliziano), Daniela Longhi (Simonetta Cattanei), Gisella Pasino (Fioretta de' Gori), Evgenija Dundekova (La madre di Simonetta) - Direttore: Marcello Viotti - Rundfunk-Sinfonie-Orchester Frankfurt. Budapest Radio Chorus - Registrazione dal vivo - Omega Opera Archive 1310[4][5]
- 2007 - Carlos Álvarez (Lorenzo de' Medici), Plácido Domingo (Giuliano de' Medici), Eric Owens (Giambattista da Montesecco), Vitalij Kowaljow (Francesco Pazzi), Carlo Bosi (Bernardo Bandini), Arutjun Kotchinian (L'arcivescovo Salviati), Fabio Maria Capitanucci (Poliziano), Daniela Dessì (Simonetta Cattanei), Renata Lamanda (Fioretta de' Gori), Debora Beronesi (La madre di Simonetta) - Direttore: Alberto Veronesi - Orchestra e Coro del Maggio Musicale Fiorentino - Deutsche Grammophon (477 7456)[6]
- 2017 - Riccardo Chailly, Filarmonica della Scala, “Overtures, Preludes & Intermezzi”. Preludi degli atti I e III (pista 12 e 13). Decca.